# Allen Island, Nunavut
Allen Island är en ö i Kanada.   Den ligger i territoriet Nunavut, i den östra delen av landet, 2 100 km norr om huvudstaden Ottawa. Arean är 93 kvadratkilometer.
Terrängen på Allen Island är kuperad. Öns högsta punkt är 620 meter över havet. Den sträcker sig 21,7 kilometer i nord-sydlig riktning, och 9,1 kilometer i öst-västlig riktning.
Trakten runt Allen Island består i huvudsak av gräsmarker. Trakten runt Allen Island är nära nog obefolkad, med mindre än två invånare per kvadratkilometer.